# 千葉ジェッツふなばし
千葉ジェッツふなばし（ちばジェッツふなばし、英: Chiba Jets Funabashi）は、千葉県船橋市をホームタウンとするプロバスケットボールチーム。運営法人は株式会社千葉ジェッツふなばし。2011年に千葉ジェッツとして創設され、現在はB1リーグの東地区に所属している。呼称は千葉ジェッツ。2026-27シーズンからのB.LEAGUE PREMIER（Bプレミア）参入が決定している。

## 関連項目

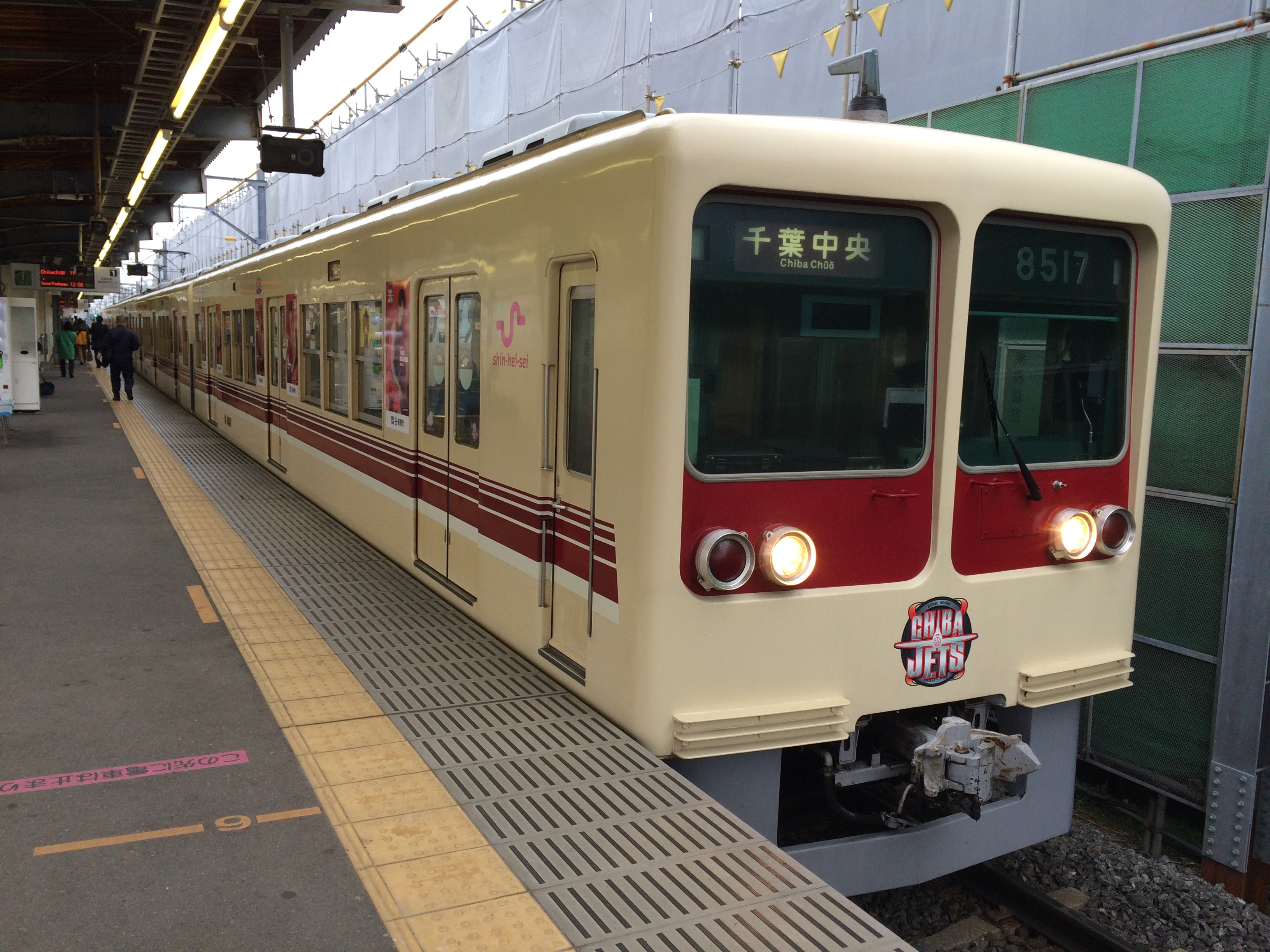
チームのラッピングを施した「ジェッツトレイン」（新京成電鉄8000形）
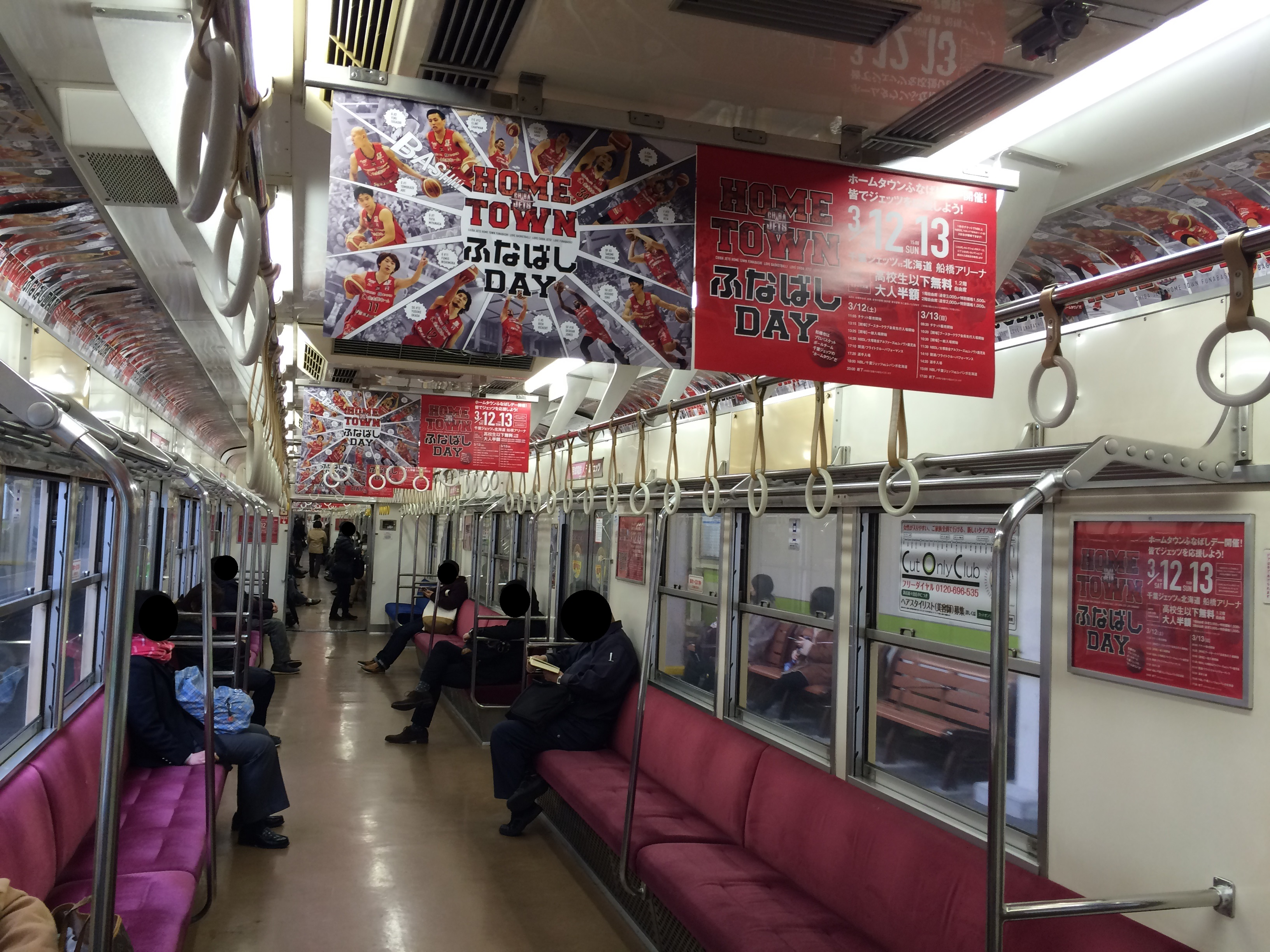
ジェッツトレイン車内

## 概要
千葉県初のプロバスケットボールチームであり、チーム名の「ジェッツ」はNFLのニューヨーク・ジェッツと同様に、空港（成田国際空港）とジェット機にちなんでいる。当初千葉県全体をホームタウンにしていたが、2016年のB.LEAGUE参入とともにホームタウンを船橋市に、ホームアリーナを船橋アリーナに定めた。また、2017-18シーズンからチーム名を「千葉ジェッツふなばし」（呼称は千葉ジェッツ）に改めた。
2011年、千葉ジェッツの名称で日本プロバスケットボールリーグ（bjリーグ）に参入し、2013年からはナショナル・バスケットボール・リーグ（NBL）に移籍する。2016年にbjリーグとNBLが統合されB.LEAGUEが設立されると、B1東地区に振り分けられた。B.LEAGUE発足後以降は、試合観客動員数1位、2季連続B1東地区優勝、東地区最多の地区優勝4回、天皇杯3連覇、3季連続ファイナル進出、2017東アジアスーパーリーグ(スーパー8)・2023-2024シーズン東アジアスーパーリーグチャンピオン、2020-21シーズンチャンピオンなどの記録を築いている。
運営は「株式会社千葉ジェッツふなばし」（2017年2月1日に株式会社ASPEから社名変更）。2019年4月15日、新アリーナ建設に向けてミクシィ（現・MIXI）と業務資本提携並びにグループ入りする事を発表した。
2024年11月19日、Bリーグは、2023－24シーズン（2023年度）の決算概要を発表した。千葉ジェッツは、Bリーグのクラブとして初めて売上高が30億を超えたクラブ(A東京・琉球も同様)であることが分かった。
2021年12月20日、社会貢献活動に取り組むアスリートを表彰する「HEROs AWARD 2021」が都内で開催され、Bリーグのクラブ、リーグ自体を通して初めて、チーム・リーグ部門で千葉ジェッツが受賞した。ジェッツは「JETS ASSIST」という社会貢献活動を継続して行なっており、その取り組みが評価されての受賞となった。

### チームカラー
- 2011年 - 2021年 
  -   プラチナカラー : 「ジェット機の無機質さ、強さ、唯一無二の存在であることを表現する色」[1]
  -   ジェッツレッド : 「ジェット機の炎、熱さ、選手の志、ブースターの情熱、歓喜を表現する色」[1]

ジェット機の無機質さと強さを表現するプラチナに、選手の志やブースターの情熱・歓喜を表現するジェッツレッドを合わせることによって、ジェット機の強さと人間の温かさを兼ねそろえたチームとして表現。
- 2021年 - 現在 
  -   チャレンジング レッド[2]
  -   ライジング プラチナ[2]
  -   ビヨンド ブルー[2]

### チームロゴ
初代ロゴは、鉄壁な守備を現す盾から音速を超えるジェット機が飛び立つイメージを表現。盾は音速を超えた際に起こるソニックブームを表している。カラーは、盾部分はプラチナの原型色、それが選手の想い、ブースターの声援（ジェッツレッド）によって磨きあげられて輝きを放つ千葉ジェッツの文字（プラチナカラー）になっている。
2021年6月7日、チーム創立10周年を迎え、新たなキャッチフレーズとチームロゴなどを発表。2018年のシーズンから約2年間、選手・ブースター・パートナーの意見をもとに、リブランディングのプロジェクトが進められた。チームロゴは、ChibaのC、JetsのJを逆三角形のデザインに落とし込んだテイストになっている。併せて、ユニフォームなどに使用するオリジナルフォントも発表された。

### ユニフォームスポンサー （2025-26シーズン）
2025年7月2日、都内で千葉ジェッツとプーマのパートナーシップ契約締結式が行われ、プーマ初のBリーグクラブとのパートナーシップ契約となった。
- サプライヤー：プーマ
- ミクシィ（現・MIXI）（パンツ 前・特別枠）
- 金太郎ホーム（胸）
- サテライトオフィス（胸・左上）
- 日本電技（背中 背番号上）
- 東京天竜（背中 背番号下）
- 鎌ヶ谷巧業（パンツ 前・左上）
- スワローロジスティクス（パンツ 前・右上）
- デクシス（パンツ 背・右上）
- 鎌ヶ谷バースクリニック（パンツ 背・右中）
- 日本都市（パンツ 背・左上）
- 日本航空（パンツ 背・左中）
- 日本駐車場救急サービス（パンツ 背・左下）

### 歴代ユニフォーム
| HOME      | HOME      | HOME      | HOME      | HOME      |
| --------- | --------- | --------- | --------- | --------- |
| 2016 - 18 | 2018 - 20 | 2020 - 21 | 2021 - 22 | 2022 - 23 |
| 2023 - 24 | 2024 - 25 | 2025 - 26 |           |           |
|           |           |           |           |           |

| AWAY      | AWAY      | AWAY      | AWAY      | AWAY      |
| --------- | --------- | --------- | --------- | --------- |
| 2016 - 18 | 2018 - 20 | 2020 - 21 | 2021 - 22 | 2022 - 23 |
| 2023 - 24 | 2024 - 25 | 2025 - 26 |           |           |
|           |           |           |           |           |

| Other                        | Other                             | Other               | Other                                             | Other                             |
| ---------------------------- | --------------------------------- | ------------------- | ------------------------------------------------- | --------------------------------- |
| 2017 - 18 レディースデー     | 2017 - 18 XFLAG PRESENTS          | 2018 - 19 XFLAG DAY | 2018 - 19 スーパー レディースDAY ジャンボくん DAY | 2019 - 20 ジャンボくんDAY         |
| 2020 - 21 3rd                | 2020 - 21 10周年記念 MEMORIAL DAY | 2021 - 22 3rd       | 2022 - 23 3rd                                     | 2023 - 24 3rd ”WITH” BOOSTERS DAY |
| 2024 - 25 3rd WHITE JETS DAY |                                   |                     |                                                   |                                   |
|                              |                                   |                     |                                                   |                                   |

### 応援
ホームゲームでチアパフォーマンスを行っているのは千葉ジェッツエンターテイメントチーム・STAR JETSで、メンバーはチアダンサーズ、チアアテンダント、ドラムラインで構成されている。
2017年オフに日本プロスポーツ界では異例とも言えるチアリーダーのプロ契約を打ち出し、専属マネジメント契約を実現した。
ディレクターは2011-12シーズン途中まで元NFLチアリーダーの中山麻紀子が担当、2012-2013シーズンまではSTAR JETS兼任でakingがディレクターを務め、2013-2014シーズンからアドバイザーに久野明子、ディレクターに松田華衣という体制とした。その後は、プロデューサーに松田華衣、ディレクターに山城なつみの体制を継続した。
2021-22シーズンのパフォーマンスが評価され、STAR JETS(フライトクルーチアリーダーズ)が2022年にベストパフォーマンスチーム賞を受賞した。2022-23シーズンは、プロデューサーに松田華衣、ディレクターに亀山彩花の体制となり、新メンバー6名を加えた計15名となることが発表された。

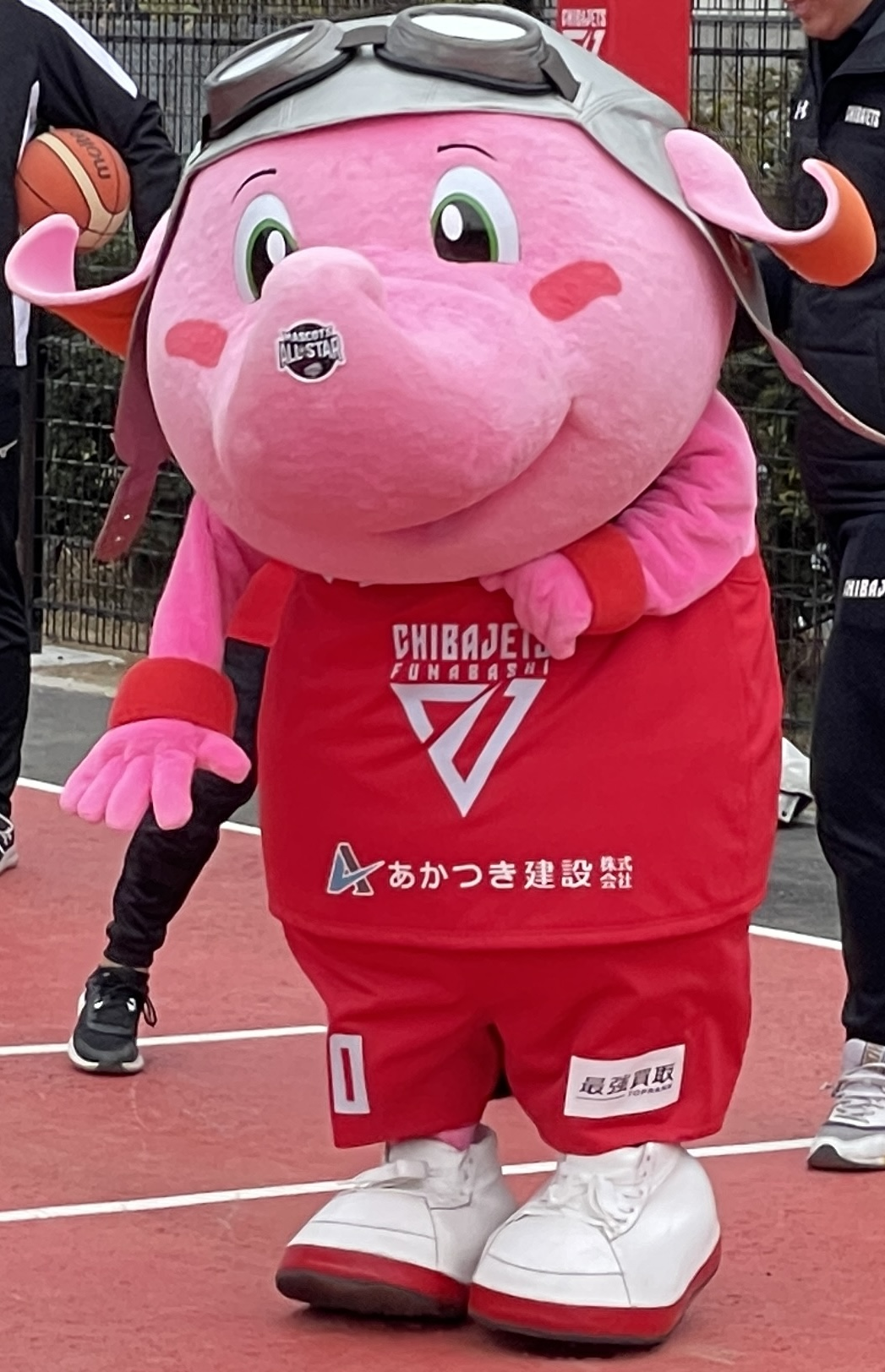
ジャンボくん (LaLa arena TOKYO-BAYで開催されたBリーグオールスターゲームのイベントにて)

マスコットキャラクターはエンターテイメントチームの一員のジャンボくん。職業は世界最速「千葉ジェッツ号」の整備士で選手（パイロット）を目指している。マスコットオブザイヤーにおいては、三連覇(2017-18,2018-19,2019-20)を達成し、殿堂入りとなったことから「Bリーグベストマスコット」としても活動している。
千葉ジェッツの非公認キャラクターマスク・ド・オッチー。謎のゆる(くない)キャラで、チームを陰で支え続け、ブースターを盛り上げている。
これら全員をチームでは「フライトクルー」と総称しており、試合前の映像なども飛行機のフライトにちなんだものになっている。
なお、アリーナMCは2011-2012シーズンからMC RISUKEが担当している。埼玉西武ライオンズホームゲームのMCも務めているため、プロ野球シーズン中は時折MCの代理もある。

### ホームゲーム

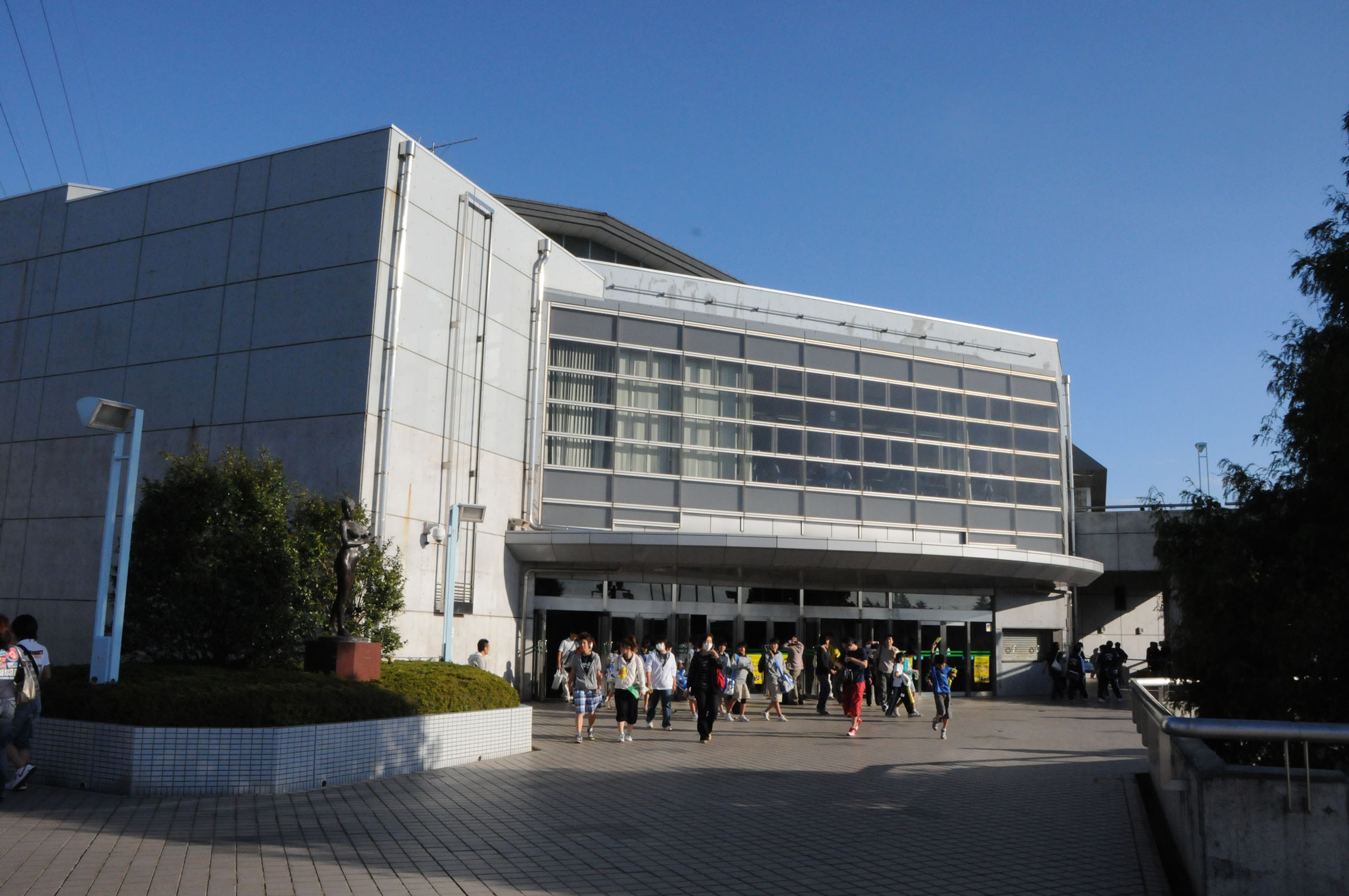
2023-24シーズンまでホームアリーナとしていた船橋アリーナ

初シーズンとなった、11-12シーズンから船橋アリーナにて試合を多く開催しており、B.LEAGUEとなった16-17シーズン以降はホームアリーナとして使用している。
また、先述の通り、ホームアリーナとして1万人規模の新アリーナとなるLaLa arena TOKYO-BAYを2022年に建設を開始、2024年4月17日に竣工した。
| LaLa arena TOKYO-BAY            | 竣工前 | 竣工前 | 竣工前 | 竣工前 | 竣工前 | 竣工前 | 竣工前 | 竣工前 | 28 | 29 |
| 船橋アリーナ                    | 24     | 24     | 24     | 17(26) | 26(24) | 26(29) | 28     | 28     | 2  | 1  |
| 千葉ポートアリーナ              | 6      | 6      | 6      | 4      | 2(6)   | 1      | 2      | 2      | 0  | 0  |
| 合計                            | 30     | 30     | 30     | 21(30) | 28(30) | 27(30) | 30     | 30     | 30 | 30 |
| 括弧内は開催予定だった試合数 1. |        |        |        |        |        |        |        |        |    |    |

| 会場名                     | 年度  | 年度  | 年度  | 年度  | 年度  |
| 会場名                     | 11-12 | 12-13 | 13-14 | 14-15 | 15-16 |
| -------------------------- | ----- | ----- | ----- | ----- | ----- |
| 船橋アリーナ               | 12    | 8     | 12    | 14    | 16    |
| 千葉ポートアリーナ         | ‐     | 4     | 4     | 5     | 5     |
| 市川市塩浜市民体育館       | 2     | 2     | 2     | 2     | 2     |
| 八千代市市民体育館         | 4     | 4     | ‐     | 2     | 4     |
| 浦安市運動公園総合体育館   | 6     | 2     | 2     | 2     | ‐     |
| 佐倉市民体育館             | ‐     | 2     | 2     | 2     | 1     |
| 千葉商科大学体育館         | 2     | ‐     | ‐     | ‐     | ‐     |
| 千葉県立館山運動公園体育館 | ‐     | 2     | ‐     | ‐     | ‐     |
| 柏市中央体育館             | ‐     | 2     | ‐     | ‐     | ‐     |
| 印西市松山下運動公園体育館 | ‐     | ‐     | 2     | ‐     | ‐     |
| 成田市中台運動公園体育館   | ‐     | ‐     | 2     | ‐     | ‐     |
| 墨田区総合体育館           | ‐     | ‐     | 2     | ‐     | ‐     |
| 合計                       | 26    | 26    | 28    | 27    | 28    |

### 練習場(ロックアイスベース)

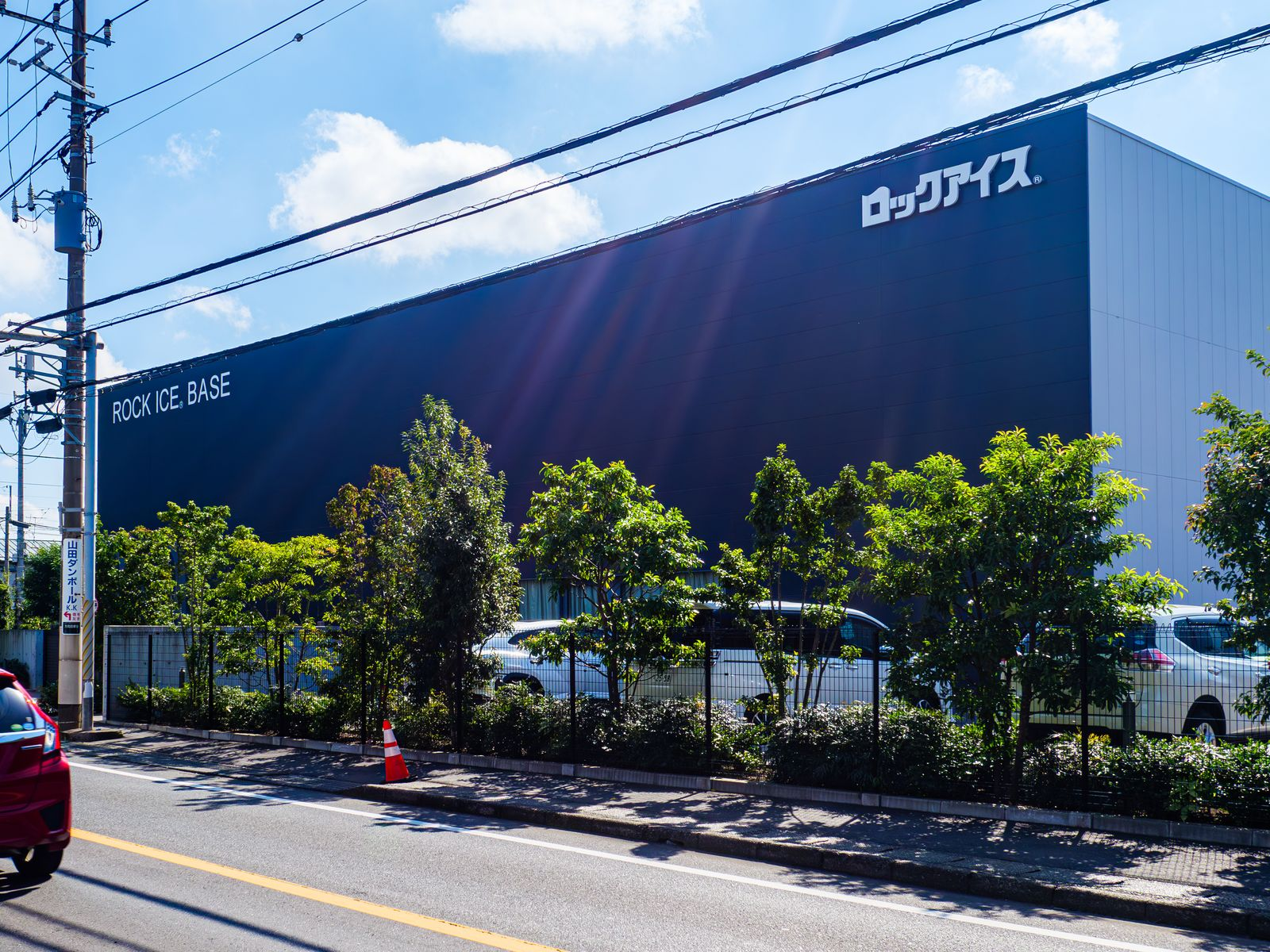
ロックアイスベース (2024年10月)

2021年4月、千葉県八千代市にNBA級の練習施設として千葉ジェッツ専用練習場「ロックアイスベース」をオープンした。

### アカデミー

#### バスケットボールクラブ
- 千葉ジェッツU15千葉クラブ
- 千葉ジェッツU15八千代クラブ
- 千葉ジェッツU15女子クラブ

#### ユース
- U12
- U15
- U18
- U8 U10育成クラス
- エリートクラス[26]

#### チアリーディング
- チアリーディングスクール
- STARJETS ユース

## 歴史

### bjリーグ参入まで
2010年3月1日、日本プロバスケットボールリーグ（bjリーグ）参入を目指して梶原健ら有志が集まり、千葉プロバスケットボールチーム準備委員会を設立。3月31日にbjリーグへ正式に参入申請を行った後、リーグの審査を経て8月26日に2011-12シーズンよりのbjリーグ新規参入が正式決定する。9月17日、チーム運営会社「株式会社ASPE」を設立。11月25日、一般公募により決定したチーム名の「千葉ジェッツ」（命名、鎌ケ谷市の会社員）やチームロゴなどを発表する。

### bjリーグ

#### 2011-12シーズン
HCに元カタール代表チームHCのエリック・ガードーが就任。2011年に行われたドラフトでは、エクスパンション・ドラフトで大分の佐藤博紀と前年度に活動休止した東京Aの田中健介、新人ドラフトで石田剛規、育成ドラフトで亀﨑光博と一色翔太を指名し、獲得。北海道より八幡幸助、富山より白田敏人、東京Aより板倉令奈と中村友也、bjリーグ合同トライアウトを経てドラフト外で佐々木クリス、新潟よりジョージ・リーチを獲得した。また、モリース・ハーグロー、ガストン・モリヴァ、ジャメル・スタテンの3人を獲得し、開幕を14選手で迎えた。開幕後にリーチが故障したため、11月にジャマル・ホルデンを獲得するも、翌年の2012年1月に契約解除し、2月にbjリーグのチームへの在籍経験があったアントワン・ブロキシーを獲得した。
2011年10月に参入初年度のシーズンが開幕。10月15日の開幕戦で2010-11シーズンの覇者浜松に77対74で勝利して公式戦初勝利。
2012年1月にはbjリーグ所属チームとして初めて全日本総合バスケットボール選手権大会（オールジャパン）に出場した。2回戦のツースリー戦は99対68で勝利したが、3回戦の北海道戦は59対97で敗北した。
2012年1月15日に行われたbjリーグオールスターゲームには、主催者推薦でモリース・ハーグロー、Facebook枠で石田剛規、ACにHCのエリック・ガードーが選出された。
チームの得点源はリーグ得点ランク2位のモリース・ハーグローと4位のジャメル・スタテン。開幕節の浜松戦で2連勝を飾ると、10月22日のホームゲーム開幕戦でbjリーグ参入同期の横浜ズに勝利して3連勝を記録。翌週も高松に連勝して10月は5勝1敗と好スタートを切ったが、その後は3度の5連敗を喫するなど低迷し、最終順位は東地区10チーム中9位。オフシーズンに一色が左膝外側半月板損傷・関節軟骨損傷、石田が右膝前十字靭帯損傷・半月板損傷の手術を行い、一色が全治5ヶ月、石田が全治8ヶ月と発表された。

#### 2012-13シーズン
島田慎二が代表取締役社長に就任。エリック・ガードーHCが退任し、後任に前岩手HC代行の冨山晋司が就任。前シーズンに在籍していた外国人全5選手を含む9選手が退団した。一方で、千葉エクスドリームスより狩俣昌也を獲得。外国人選手も、福岡から交渉権を獲得したケビン・パルマーとは契約締結に至らなかったが、ジョー・ワーナー、サージ・アングーヌー、ディアンドレ・ベル、マーキン・チャンドラーの4選手を獲得した。
その後12月に入ってから、ヒザの故障が癒えないサージ・アングーヌーとの契約を解除、直前に新潟との契約を解除されたマーキス・グレイと契約、さらに2月に筑波大学から練習生契約で星野拓海を獲得した。
1月から2月にかけてチーム記録の9連勝を達成。レギュラーシーズンは26勝26敗の勝率.500でイースタン11チーム中6位に入り、プレイオフ出場権を獲得。カンファレンスファーストラウンドでは東地区3位の富山とアウェイ・ありそドームで対戦。第1戦77-97で敗れた翌日、第2戦を103-73で取り返したが、決定戦17-19で敗れて敗退が決定した。

### NBL

#### 2013-14シーズン
2013-14シーズンからは日本バスケットボール協会が中心となって発足させた新リーグのナショナル・バスケットボール・リーグ（NBL）に参戦。NBLは日本バスケットボールリーグ（JBL）とbjリーグを統合して発足する予定であったが、bjからは千葉のみの初年度参加にとどまった。
新HCには前年度まで横浜を率いてチームを2012-13シーズンのbjリーグ優勝に導いたレジー・ゲーリーが就任。選手は佐藤（主将）、田中、一色の日本人選手3名のみが残留し、その他は入れ替えた。佐藤は12月の第1回NBLオールスターゲームにチーム・メディア推薦で出場した。
シーズンは9月28日に行われた船橋アリーナでの開幕戦から日立と栃木を相手に4連勝を飾って首位に立つ好スタートを切ったが、5戦目で連勝が止まるとそのまま20連敗を喫して最下位まで順位を下げた。12月の西地区との交流戦で連敗を止めた後に再び4連勝を記録したが、上位進出はできず18勝36敗と東地区6チーム中最下位でシーズンを終えた。

#### 2014-15シーズン
2014-15シーズンはHCがレジー・ゲーリーが残留、さらに新外国人選手として横浜からジャスティン・バーレル、和歌山からリック・リカート、アメリカからパリス・ホーンを、日本人選手として日立東京から西村文男を補強、開幕の代々木第二で行われた日立との連戦は連敗したが、ホーム開幕のつくば戦に連勝し、さらに前年度全敗だったトヨタ自動車、東芝に初勝利を挙げるが、熊本に初敗戦を喫するなど安定した戦いは出来なかった。東地区34勝20敗でカンファレンス5位で終え、プレイオフにはワイルドカードで進出。
プレイオフではクォーターファイナルで日立東京に2連敗しシーズン終了する。

#### 2015-16シーズン

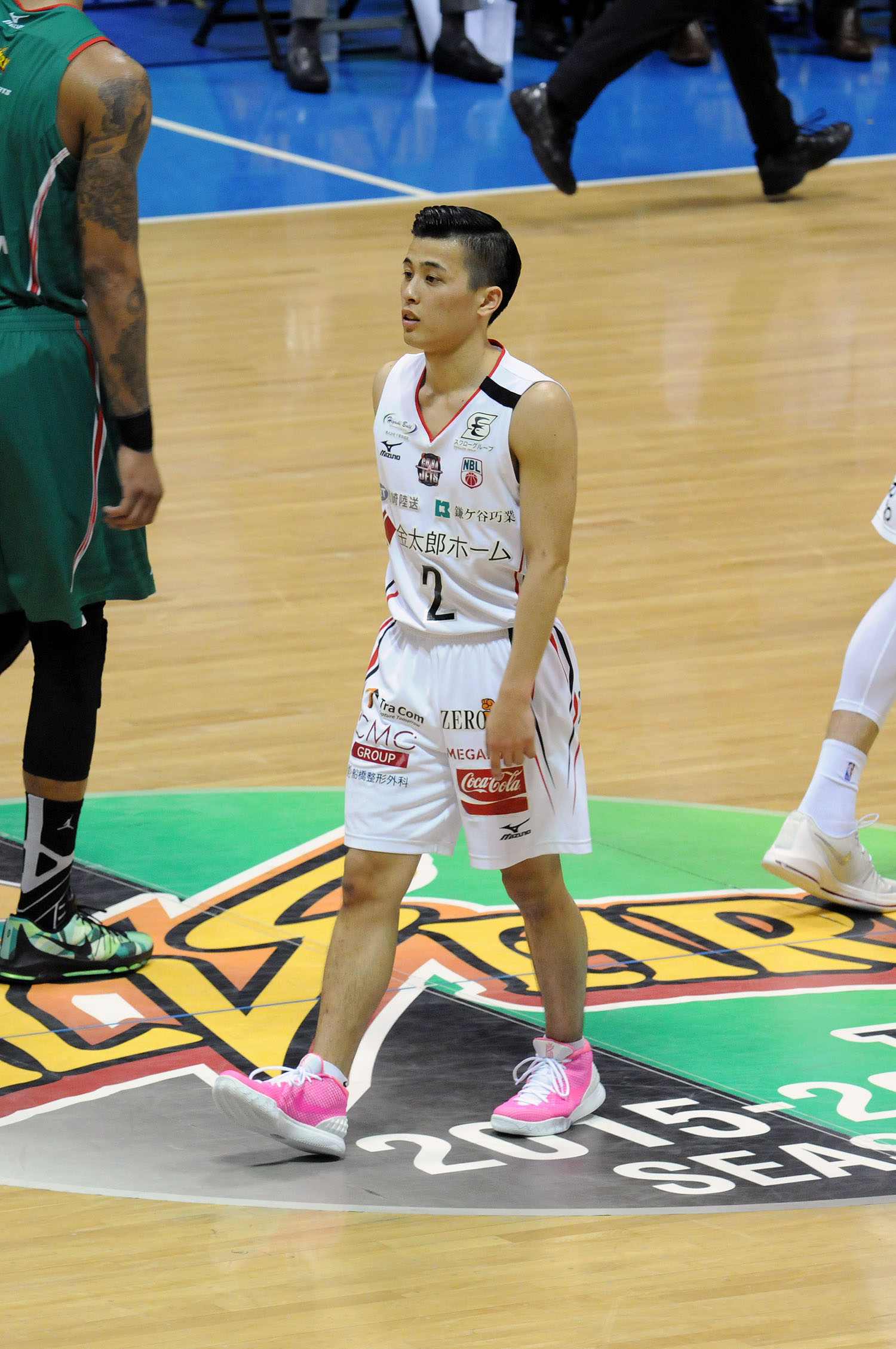
富樫勇樹 国立代々木競技場第二体育館にて (2016年4月)

2015-16シーズン、ゲーリーHCは三菱電機に移籍し、元和歌山HCのジェリコ・パブリセビッチを招聘。外国人選手はバーレル、ホーンに変わりNBAでもプレー経験のあるブライアン・クック、広島からクリント・チャップマンが加入。日本人選手は広島から岡田優介、北海道から阿部友和と、シーズン開幕直前になりアメリカ挑戦中だった元秋田の富樫勇樹を獲得、補強と昨シーズン終盤からの観客数・スポンサー数の増加などで開幕前は優勝候補にも挙げられていた。
しかし、開幕前に阿部がアキレス腱断裂の怪我で全治6ヶ月の離脱。開幕後は新加入選手と既存選手とのフィットが上手くいかず、クックは10試合を終了した時点で契約解除となり、デクアン・ジョーンズと入れ替わることになる。けが人が大量に出たことやシーズン前の補強がジェリコHCの意図していない選手補強でもあって選手への戦術浸透もままならず、ジェリコHCは3月に契約解除となり、前シーズン限りで引退をした佐藤博紀が残りシーズンのHC代行を務めることになった。
佐藤HC代行に変わり、選手への戦術約束事を減らしたチームは立て直してレギュラーシーズンを22勝31敗と負け越しながらも8位に滑り込みプレーオフ進出を果たした。
また、このシーズンは観客動員が好調で、4月の千葉ポートアリーナで行われた栃木戦でNBL最多の6835人を達成した他、シーズンを通したホームゲーム観戦者数が累計10万92人となり、bjリーグ・NBLを通して日本のバスケットボールチームで初めて、シーズン観客数10万人突破を達成した。

### B.LEAGUE

#### 2016-17シーズン（B1東地区）
本拠地を船橋市に変更。B.LEAGUE初年度となる2016-17シーズンは船橋アリーナでホームゲーム8割以上を行い、練習場も同所で確保。B1・東地区でのスタートとなった。
HCは元広島ACだった大野篤史を招聘、選手は星野が現役を引退、前年途中から北海道にレンタル移籍していた宮永と岡田（京都へ移籍）が契約満了となり、A東京からマイケル・パーカー、名古屋Dから伊藤俊亮の獲得を発表している。
開幕戦（9月24日・9月25日）はホーム・船橋アリーナで仙台と対戦。1勝1敗のスタートとなった。10月の試合は4勝6敗と負け越したが、11月の試合ではアウェー・仙台戦（ゼビオアリーナ仙台、11月5日・11月6日）で2連勝を果たすと、7連勝負けなし。12月18日の富山戦まで13連勝と盛り返した。
天皇杯では準々決勝で栃木、準決勝で三河を破り、決勝戦では川崎を88-66で破り優勝。創設6年目で、クラブ史上初のタイトルを獲得した。また旧bjリーグに加盟していたチームの優勝も史上初である。
最終的に、東地区の優勝争いは栃木、A東京の三つ巴となった。レギュラーシーズンはA東京と同じ44勝16敗、勝率.733であったが東地区3位になった。それでもワイルドカード上位枠でB.LEAGUE CHAMPIONSHIPS出場を決めた。
QUARTERFINALSではアウェーで東地区優勝の栃木と対戦。第1戦は80-73と敗れたが、第2戦は第1Qは千葉が33-13とリードする。一時は22点もリードするなど、第2Q終了時点で43-28と15点リードで前半を折り返す。しかし第3Qは9-21と大量のリードを許し、第4Qでは残り6分、1点差に追い詰められた場面で、パワーフォワードのタイラー・ストーンの無理な攻撃に対し、センターのヒルトン・アームストロングが激怒。プレーが止まった直後に殴り合い寸前のけんかが勃発。結局、第4クォーターは18-28。結果は70-77と逆転負け。2連敗でQUARTER FINALS敗退となった。
シーズン終了後、上江田、アームストロングの退団が発表された。またB.LEAGUEの年間表彰において、「ベストシックスマン賞」としてタイラー・ストーンが、そしてベストファイブでは富樫勇樹が選出された。
ホームゲーム30試合の平均観客動員数は4,503名（前年比126%）とB.LEAGUEでトップとなった。この数字は2位の栃木を1,000人以上引き離したものであり、チケット単価も2,081円（前年比113%）と上昇していることから、有料入場者数自体が増えたことがうかがえる。

#### 2017-18シーズン（B1東地区）

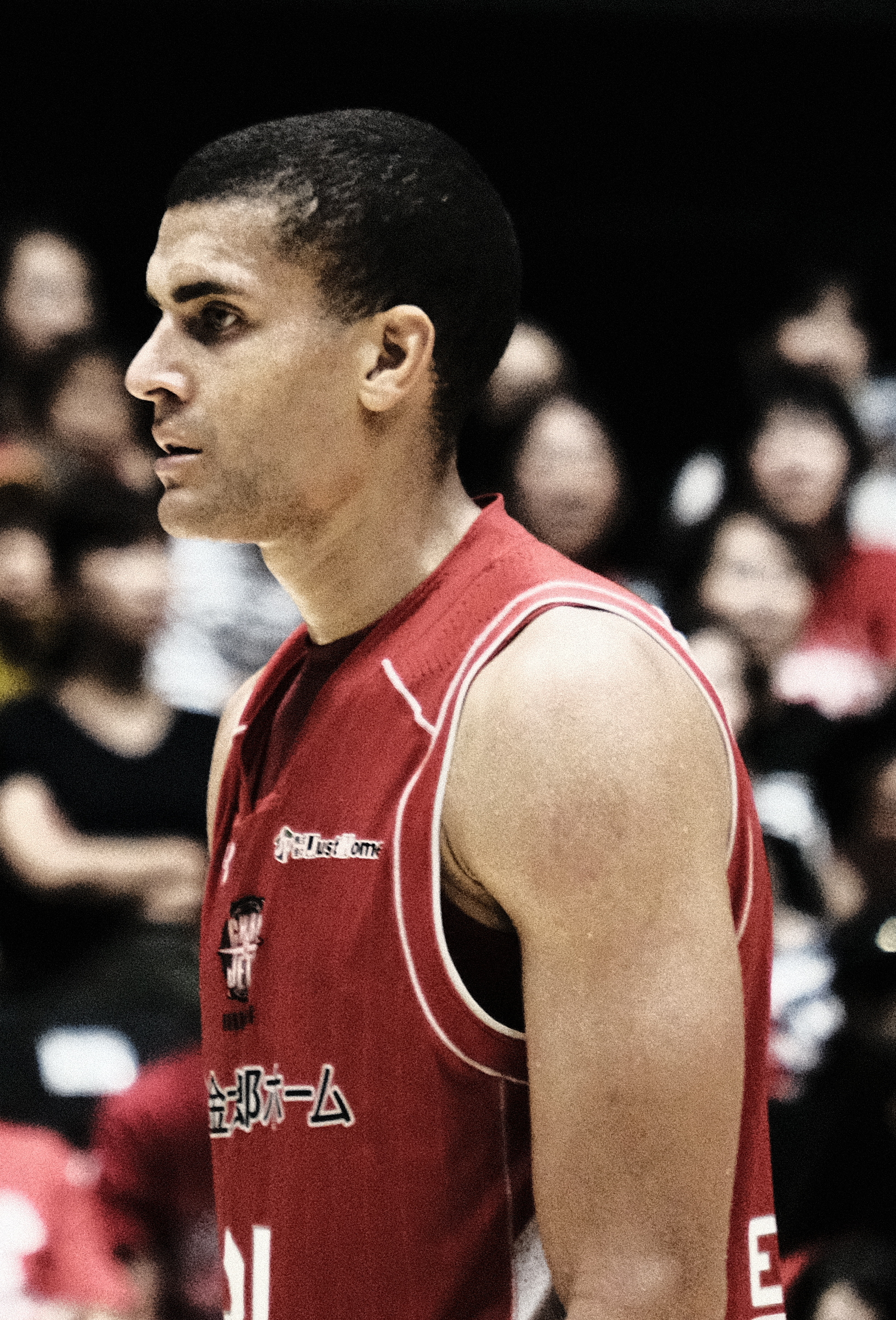
千葉ジェッツのエドワーズ

2017年7月1日、クラブ名を「千葉ジェッツふなばし」、運営会社名も先立って2月1日に「株式会社千葉ジェッツふなばし」に変更する。
SR渋谷からアキ・チェンバースを、三河からギャビン・エドワーズを獲得。8月にはトレイ・ジョーンズを獲得した。
7月26日には、ドイツでプレーしていたトニー・ガフニーと契約した。積極的な守備から攻撃に移るチームの戦略に適合する選手として契約したが、11月27日にチームはガフニーとの契約を解除し、代わってレオ・ライオンズと契約する。ライオンズは2016-17シーズン終了後に引退しファッションデザイナーとして活動していたが、現役に復帰した。
東アジアスーパーリーグ(スーパー8)にて初代チャンピオンとなる。
天皇杯では連覇を達成。
5月5日のBリーグ・琉球戦で80-76と勝利し、リーグ戦残り1試合を残して混戦の東地区で地区優勝を決めた。CSでは決勝進出するも準優勝に終わる。
B.LEAGUEの年間表彰において、スティール王にマイケル・パーカー、ベストファイブ賞に富樫勇樹が選出される。

#### 2018-19シーズン（B1東地区）
2018年06月22日、藤永佳昭と選手契約が合意したことを発表。また、2018年8月1日には、ジョシュ・ダンカンと選手契約が合意したことを発表した。天皇杯3連覇を達成。2018年12月16日のアルバルク東京戦から2019年2月2日までの宇都宮ブレックス戦まで連勝し、チーム最多記録となる14連勝を達成した。レギュラーシーズンは52勝8敗(勝率.867)の成績で2季連続の地区優勝達成。勝率数・勝率共に2020-21シーズン終了時点でB1歴代最高である。CSでは2季連続で決勝進出するも準優勝に終わる。
B.LEAGUEの年間表彰において、「ベスト3P成功率賞」に石井講祐、「最優秀選手賞」「ベストファイブ賞」「ベストタフショット賞」に富樫勇樹が選出される。

#### 2019-20シーズン（B1東地区）
2019年6月7日、コー・フリッピンと選手契約を結んだ。2019年7月19日には、ニック・メイヨと選手契約を結んだ。2019年8月21日、島田社長が代表取締役会長に就任し、新社長に野村證券出身で3月に入社、4月に副社長就任したばかりの米盛勇哉が就任すると発表。
地区3位で首位を追走していたが、新型コロナウイルス感染拡大に伴い、B1リーグの残り試合及びポストシーズンが中止となり、地区3位で2019-20シーズンが終了した。
B.LEAGUEの年間表彰において、「ベストファイブ賞」として富樫勇樹が選出された。また「新人ベストファイブ」ではコー・フリッピンが受賞した。

#### 2020-21シーズン（B1東地区）
2020年5月26日、島田のB.LEAGUEチェアマン就任に伴い会長職を退任、併せて米盛も退任することが発表された。後任には親会社ミクシィ（現・MIXI）の執行役員スポーツ事業本部・本部長である田村征也が就任する。2020年6月4日、セバスチャン・サイズと選手契約が合意したことを発表した。
同年8月、船橋市のららぽーとTOKYO-BAY第10駐車場に、本拠地として1万人規模のアリーナ・LaLa arena TOKYO-BAYを建設する計画を明らかにした。同地を所有する三井不動産とミクシィ（現・MIXI）が出資する方針で、設計コンペでは清水建設が優先交渉権を得た。
11月7日のレバンガ北海道戦では、126得点を奪いB1リーグの1試合チーム最多得点記録(オーバータイム無し)を更新、12月20日の富山グラウジーズ戦では130得点を奪いB1リーグの1試合チーム最多得点記録(オーバータイム有り)を更新した。
レギュラーシーズンは東地区2位（全体順位3位）で宇都宮に地区優勝を明け渡したが、B.LEAGUE CHAMPIONSHIPSでは、ホーム・船橋アリーナで開催されたQUARTER FINALSで三河を2勝0敗でSEMI FINALSに進出。アウェー・沖縄アリーナで開催されたSEMI FINALSで西地区優勝の琉球と対戦し、2勝1敗で3シーズン連続でファイナル進出を決めた。
横浜アリーナで開催されたB.LEAGUE FINALSでは東地区優勝の宇都宮との対戦となったが、2勝1敗で宇都宮を下し、3度目のファイナル進出で初めてB.LEAGUEチャンピオンのタイトルを手にした。ファイナルMVPはセバスチャン・サイズが選出された。
B.LEAGUEの年間表彰において、「ベストファイブ賞」として富樫勇樹が選出された。また「最優秀ヘッドコーチ賞」では大野篤史HCが初受賞した。

#### 2021-22シーズン（B1東地区）
オーストラリアのNBLからジョン・ムーニー、ポーランドのPLKからクリストファー・スミスらを補強した。2021年12月千葉ジェッツは東海大の大倉颯太とプロ契約を締結した。天皇杯では、3年振りの決勝進出を果たすも準優勝に終わる。
レギュラーシーズンは、35勝10敗(勝率.778)の成績で3年振りの地区優勝達成。B.LEAGUE CHAMPIONSHIPSでは、ホーム・船橋アリーナで開催されたQUARTER FINALSで宇都宮と対戦したが、2連敗でQUARTER FINALS敗退となり、4シーズン連続でのファイナル進出はならなかった。B.LEAGUEの年間表彰において、「ベストファイブ賞」として富樫勇樹が選出された。また「ベスト6thマン賞」はクリストファー・スミスが受賞した。
シーズン終了後の5月31日、B.LEAGUE初年度となる2016-17シーズンから6年間クラブの指揮を取っていた大野篤史HC本人から申し出があり、双方合意のもと契約解除が発表された。

#### 2022-23シーズン（B1東地区）
B1リーグは東中西3地区制で千葉はB1東地区に所属する。本シーズンからチーム名略称は｢千葉J｣となった。
2022年7月6日、かつてボッシュブルーウィンズやA東京の前身であるトヨタ自動車アルバルクでもHCを歴任し、その後はチャンピオンズリーグ最優秀HC、ブンデスリーガ年間最優秀HC3回、ブンデスリーガのリーゼン・ルートヴィヒスブルクをチャンピオンズリーグセミファイナルに2回導くなどの実績を持つジョン・パトリックが新HCに就任することが発表された。オーストラリアのNBLからヴィック・ローを補強した。
2022年12月千葉ジェッツは日体大の小川麻斗とプロ契約を締結した。
2023年1月28日、FE名古屋に勝利し2018-19シーズンのクラブ連勝記録の14連勝を更新する15連勝を達成。その後も連勝を伸ばし、2023年2月12日には名古屋Dに勝利し、B1のレギュラーシーズン最多連勝記録となる20連勝に並んだ。2023年3月8日、宇都宮ブレックスに勝利し、B1のレギュラーシーズンとしては単独最多連勝記録となる21連勝に到達。2023年3月19日、京都に勝利し、B1単独最多連勝記録を24に伸ばした。
2023年3月、千葉ジェッツは特別指定選手として活動していた専修大学の米山ジャバ偉生が特別指定選手のプロ契約として加入することを発表。2023年4月、東海大学の金近廉と2022-23シーズンの練習生および2023-24シーズンの選手契約基本合意に至ったと発表した。
2023年3月12日、有明コロシアムで行われた天皇杯決勝で琉球を87－76で破り、4大会ぶりの優勝を果たした。レギュラーシーズンは、2季連続の東地区優勝を達成。また、シーズン成績はB1リーグ新記録となるシーズン最多勝利の「53勝」およびシーズン最高勝率の「.883」を記録した。
B.LEAGUE CHAMPIONSHIPSでは、ホーム・船橋アリーナで開催されたQUARTER FINALSで広島と対戦し2勝1敗でSEMI FINALSに進出。SEMI FINALSではA東京と対戦し、2勝0敗で2シーズン振りにファイナル進出を決める。横浜アリーナで開催されたB.LEAGUE FINALSでは西地区優勝の琉球との対戦となったが、GAME1でBリーグ史上初のファイナルでのダブルオーバータイムの試合となり93-96で敗戦、翌日のGAME2では73-88で敗戦したためリーグ準優勝となった。B.LEAGUEの年間表彰において、「ベストファイブ賞」として富樫勇樹・原修太・クリストファースミスが受賞、「ベスト6thマン賞」はクリストファースミスが受賞、「ベストディフェンダー賞」は原修太が受賞した。

#### 2023-24シーズン（B1東地区）
長年、富樫勇樹とのコンビでアリーナをわかせたチームの大黒柱、ギャビン・エドワーズ、2シーズン連続でベスト6thマンに選ばれた、クリストファー・スミス。PGからCまで守れる、オールラウンドプレイヤー、ヴィック・ロー。長年千葉で活躍していた佐藤卓磨。怪我でプレータイムに恵まれなかったラシード・ファラーズ。特別指定で加入した高橋克実が退団した。
大阪エヴェッサからアイラ・ブラウン、ラトビア・エストニアリーグからディー・ジェイ・ステフェンズ、バージニア工科大学からジャスティン・マッツを補強した。
11月20日、千葉ジェッツは双方合意のもとジャスティン・マッツとの契約を解除し、代わって11月21日ワシントン・ウィザーズに所属していたオーストラリア代表ゼイビア・クックスと選手契約が合意したことを発表した。ディー・ジェイ・ステフェンズが怪我のため離脱。3月1日、昨シーズンまで在籍していたクリストファー・スミスと新規契約したことを発表した。
前シーズンのリーグファイナルクラブで出場権を獲得したことから、東アジアスーパーリーグ 2023-24に日本代表クラブとして出場。グループステージを首位で突破し、ファイナル4に進出した。ファイナル4はフィリピンのセブ島で開催され、セミファイナルは台湾のニュータイペイキングスと対戦。92-84で勝利しファイナルに進んだ。2024年3月10日にファイナルが行われ、韓国のソウルSKナイツと対戦。72-69で千葉ジェッツがソウルSKナイツに勝利し、グループリーグから全勝で優勝を達成、東アジアスーパーリーグのタイトルを獲得した。
2024年3月16日、さいたまスーパーアリーナで行われた天皇杯決勝では、天皇杯決勝史上最多得点記録となる117点を決め、琉球を117－69で破り二年連続優勝を達成。直前に海外遠征という中で2冠を達成した。
レギュラーシーズンでは、35勝25敗の勝率.583と前年度より勝率を大幅に落として地区3位となり、3季連続の地区優勝を逃した。しかし、ワイルドカード枠でのB.LEAGUE CHAMPIONSHIPSへの出場を決めた。
史上初めての3冠を賭けて挑んだB.LEAGUE CHAMPIONSHIPSでは、アウェー・日環アリーナ栃木で開催されたQUARTER FINALSで東地区優勝の宇都宮と対戦、1勝1敗で迎えた第三戦はダブルオーバータイムに突入する激闘となるものの103－93で勝利し、2勝1敗でSEMI FINALSに進出。SEMI FINALSではアウェー・沖縄アリーナで前シーズンリーグ優勝の琉球と対戦、しかし、1勝2敗でSEMI FINALS敗退となり、2シーズン連続でのファイナル進出はならなかった。試合数はこの年のB.LEAGUE最多の75試合だった。
B.LEAGUEの年間表彰において、「ベストファイブ賞」として富樫勇樹が受賞、「新人賞」は金近廉が受賞、「リバウンド王」と「2nd TEAM」はジョン・ムーニーが受賞した。
シーズン終了後の5月31日、2022-23シーズンから2シーズンクラブの指揮を取っていたジョン・パトリックHCとの契約が満了となった事が発表された。

#### 2024-25シーズン（B1東地区）
2024-25シーズンから千葉ジェッツのホームアリーナは、1万1千人収容する新アリーナLaLa arena TOKYO-BAYとなる。アリーナが完成し、2024年5月29日にお披露目イベントが開催された。
7月10日、新規HCとして2023年W杯でドイツ代表を初優勝に導いたゴードン・ハーバートと5月時点で双方合意のもと正式に契約書面へのサインを終え、6月には一度来日してスタッフとのミーティングも行っており、リリースを待つ状況だったが、ハーバートより契約を破棄したいとの申し入れが突然入ったと発表した。発表時点で本人とのコミュニケーションが取れない状況にあり、契約破棄の理由については不明だという。7月19日、千葉ジェッツはドイツ代表HCのゴードン・ハーバートとの契約を、双方合意の上で解除したと発表した。7月24日、千葉ジェッツはNBLパース・ワイルドキャッツで5回優勝・NBAではトロント・ラプターズやミルウォーキー・バックスでACを務めていたトレヴァー・グリーソンが新HCに就任する事を発表した。
琉球ゴールデンキングスの田代直希、シドニー・キングスのディー・ジェイ・ホグ、クラブ初のアジア特別枠としてマイケル・オウ、特別指定選手で菅野ブルースと契約合意した。
7月11日、千葉ジェッツはNBAメンフィス・グリズリーズ等に所属していた渡邊雄太と契約合意したことを発表した。海外メディアによればBリーグ史上最高額の8億円超えの契約と推測されている。
2024年10月5日、新アリーナのLaLa arena TOKYO-BAYでシーズン開幕戦が行われ、同地区の宇都宮と対戦。オーバータイムにもつれる大激闘を制し91－84で勝利した。ジョン・ムーニーが怪我のため離脱。12月6日、ジョナサン・ウィリアムズと新規契約したことを発表した。2025年1月、千葉ジェッツは東山高校在学中のU18日本代表瀬川琉久と特別指定選手のプロ契約として加入することを発表。1月31日、ジョナサン・ウィリアムズとの選手契約を双方合意の上で解除し、ジョン・ムーニーのインジュアリーリスト抹消手続きを行ったことを発表した。2月14日、トビンマーカス海舟が東京ユナイテッドバスケットボールクラブへ期限付き移籍。3月11日、二上耀のインジュアリーリスト抹消手続きを行ったことを発表した。B.LEAGUE CHAMPIONSHIPSでは、アウェー・有明コロシアムで開催されたQUARTER FINALSで中地区二位のA東京と対戦し、二連勝でSEMI FINALSに進出。SEMI FINALSではアウェー・日環アリーナ栃木で東地区優勝の宇都宮と対戦。1勝1敗で迎えた第三戦は71-82で敗戦しファイナル進出はならなかった。
2024年10月20日、京都戦にてB1リーグ戦(レギュラーシーズンのみ)のホーム通算入場者数100万人を突破し、2025年4月にはリーグ最速でホームゲーム通算入場者数120万人を達成した。また、2024-25シーズンのホーム戦総入場者が前年比212%増の29万5416人に達し、Bリーグ歴代新記録の観客動員数となった。
B.LEAGUEの年間表彰において、「2nd TEAM」として富樫勇樹が受賞、「ベストディフェンダー賞」は原修太が受賞、「MIP賞」は瀬川琉久が受賞した。

#### 2025-26シーズン（B1東地区）
7月16日、千葉ジェッツはNBAポートランド・トレイルブレイザーズ等に所属していたナシール・リトルと契約合意したことを発表した。ナシール・リトルは、マクドナルド・オール・アメリカンとジョーダン・ブランド・クラシック両方でMVPを獲得しており、レブロン・ジェームズ以来二人目の選手となる。

## 成績

### bjリーグ
| 年度    | レギュラーシーズン | レギュラーシーズン | レギュラーシーズン | レギュラーシーズン | レギュラーシーズン | レギュラーシーズン | レギュラーシーズン | レギュラーシーズン | 最終結果 | HC                 | 備考                     |
| 年度    | 勝                 | 敗                 | 勝率               | ゲーム差           | 得点               | 失点               | 得失点差           | 順位               | 最終結果 | HC                 | 備考                     |
| ------- | ------------------ | ------------------ | ------------------ | ------------------ | ------------------ | ------------------ | ------------------ | ------------------ | -------- | ------------------ | ------------------------ |
| 2011-12 | 18                 | 34                 | .346               | 19.0(7.0)          | 78.1               | 84.5               | -6.4               | 東9位              | 17位     | エリック・ガードー | 新規参入1年目            |
| 2012-13 | 26                 | 26                 | .500               | 10.0               | 81.7               | 80.1               | ＋1.6              | 東6位              | 9位      | 冨山晋司           | プレイオフ 地区1回戦出場 |

ゲーム差は()外は1位、()内はプレイオフ圏との差をそれぞれ表している

### NBL
| 年度    | レギュラーシーズン | レギュラーシーズン | レギュラーシーズン | レギュラーシーズン | レギュラーシーズン | レギュラーシーズン | レギュラーシーズン | レギュラーシーズン | 最終結果 | HC                                           | 備考                                                |
| 年度    | 勝                 | 敗                 | 勝率               | ゲーム差           | 得点               | 失点               | 得失点差           | 順位               | 最終結果 | HC                                           | 備考                                                |
| ------- | ------------------ | ------------------ | ------------------ | ------------------ | ------------------ | ------------------ | ------------------ | ------------------ | -------- | -------------------------------------------- | --------------------------------------------------- |
| 2013-14 | 18                 | 36                 | .333               | 28.0(13.0)         | 69.4               | 75.4               | -6.0               | 東6位              | 9位      | レジー・ゲーリー                             | 転籍1年目                                           |
| 2014-15 | 34                 | 20                 | .630               | 11.0               | 75.4               | 71.2               | +4.2               | 東5位              | 6位      | レジー・ゲーリー                             | ワイルドカードでプレイオフ クォーターファイナル進出 |
| 2015-16 | 22                 | 33                 | .400               | 25.0               | 73.6               | 76.3               | -2.7               | 8位                | 8位      | ジェリコ・パブリセヴィッチ →佐藤博紀（代行） | プレイオフ クォーターファイナル進出                 |

ゲーム差は()外は1位、()内はプレイオフ圏との差をそれぞれ表している

### 主な記録

#### 個人別タイトル
| タイトル                             | シーズン       | 受賞者                 |
| ------------------------------------ | -------------- | ---------------------- |
| Bリーグ 最優秀コーチ                 | 2021           | 大野篤史               |
| Bリーグ ファイナルMVP                | 2019           | セバスチャン・サイズ   |
| Bリーグ 最優秀選手賞                 | 2019           | 富樫勇樹               |
| Bリーグ ベスト5                      | 2017 - 2024    | 富樫勇樹               |
| Bリーグ ベスト5                      | 2023           | 原修太                 |
| Bリーグ ベスト5                      | 2023           | クリストファー・スミス |
| Bリーグ 2nd TEAM                     | 2024           | ジョン・ムーニー       |
| Bリーグ 2nd TEAM                     | 2025           | 富樫勇樹               |
| Bリーグ ベスト6thマン                | 2022,2023      | クリストファー・スミス |
| Bリーグ ベスト6thマン                | 2017           | タイラー・ストーン     |
| Bリーグ ベストディフェンダー賞       | 2023,2025      | 原修太                 |
| Bリーグ アシスト王                   | 2020,2022      | 富樫勇樹               |
| Bリーグ リバウンド王                 | 2024           | ジョン・ムーニー       |
| Bリーグ スティール王                 | 2018           | マイケル・パーカー     |
| Bリーグ ベスト3P成功率賞             | 2019           | 石井講祐               |
| Bリーグ 新人賞                       | 2024           | 金近廉                 |
| Bリーグ 新人ベストファイブ           | 2020           | コー・フリッピン       |
| Bリーグ MIP賞                        | 2025           | 瀬川琉久               |
| Bリーグ ベストタフショット賞         | 2019           | 富樫勇樹               |
| Bリーグ オールスターゲームMVP        | 2017,2025      | 富樫勇樹               |
| 天皇杯 MVP                           | 2019,2023,2024 | 富樫勇樹               |
| 東アジアスーパーリーグ ファイナルMVP | 2024           | 富樫勇樹               |
| 東アジアスーパーリーグ ベスト5       | 2024           | 富樫勇樹               |
| 東アジアスーパーリーグ ベスト5       | 2024           | ジョン・ムーニー       |

#### チーム
| 記録                       | Bリーグ                                |
| -------------------------- | -------------------------------------- |
| B1リーグ最高得点           | 130得点 (2020年12月20日 富山戦)        |
| B1リーグ最高得点(延長なし) | 126得点 (2020年11月7日 北海道戦)       |
| B1リーグ2Q最高得点         | 39得点 (2020年11月7日 北海道戦)        |
| B1リーグ最多連勝記録       | 24連勝 (2022年12月14日-2023年03月19日) |
| B1リーグ最速通算最多勝利   | 300勝 (2023年04月30日 A東京戦)         |
| B1リーグシーズン最多勝利   | 53勝 (2022-2023)                       |
| B1リーグシーズン最高勝率   | .883 (2022-2023)                       |

#### 個人
| 記録                       | 記録者(Bリーグ)                             |
| -------------------------- | ------------------------------------------- |
| B1リーグ1試合最多3P成功数  | 富樫勇樹 11本(11/15) 2017年11月12日 A東京戦 |
| B1リーグ通算最多3P成功数   | 富樫勇樹 1100回 2024年12月07日 三遠戦       |
| B1リーグ通算最多アシスト数 | 富樫勇樹 2000回 2023年04月16日 北海道戦     |
| B1リーグ日本人最多得点     | 富樫勇樹 7000得点 2025年03月23日 滋賀戦     |

#### その他表彰
| タイトル                             | シーズン                                | 受賞者                                                   |
| ------------------------------------ | --------------------------------------- | -------------------------------------------------------- |
| ファッションアイコン賞               | 2017-18                                 | 西村文男                                                 |
| ソーシャルメディアリーダー賞         | 2017-18                                 | 伊藤俊亮                                                 |
| 入場者数NO.1クラブ                   | 2016-17,2017-18,2018-19,2019-20,2024-25 | 千葉ジェッツ                                             |
| SNS増加数NO.1クラブ                  | 2016-17                                 | 千葉ジェッツ                                             |
| ソーシャルメディア最優秀クラブ       | 2017-18,2022-23,2023-24,2024-25         | 千葉ジェッツ                                             |
| ホスピタリティNo1クラブ              | 2017-18                                 | 千葉ジェッツ                                             |
| 「ココロ、たぎる。」賞               | 2022-23                                 | 千葉ジェッツ                                             |
| 「ココロ、たぎる。」賞               | 2023-24                                 | 富樫勇樹                                                 |
| マスコットオブザイヤー               | 2017-18,2018-19,2019-20                 | ジャンボくん                                             |
| ベストパフォーマンスチーム賞         | 2021-22                                 | STAR JETS(フライトクルーチアリーダーズ)                  |
| HEROs AWARD                          | 2021                                    | 千葉ジェッツ(「JETS ASSIST」の社会貢献活動の取り組み)    |
| ちばコラボ大賞(千葉県知事賞)         | 2022                                    | 千葉ジェッツ(「産×学×官SDGs共同プロジェクト」の取り組み) |
| ちば夢チャレンジ殊勲賞               | 2023                                    | 千葉ジェッツ                                             |
| B.LEAGUEそなえてバスケ杯(B1部門優勝) | 2023,2024                               | 千葉ジェッツ                                             |
| 農林水産大臣賞                       | 2024                                    | 千葉ジェッツ(社会貢献活動や食育を推進する様々な取り組み) |
| スポーツPRアワード                   | 2024                                    | 千葉ジェッツ(選手ファーストのYouTube施策)                |

### 全日本選手権(天皇杯)
- 2012年 - 3回戦
- 2014年 - 3回戦
- 2015年 - 準々決勝（4回戦）
- 2016年 - 3回戦
- 2017年 - 優勝
- 2018年 - 優勝
- 2019年 - 優勝
- 2020年 - 5回戦
- 2021年 - 準々決勝
- 2022年 - 準優勝
- 2023年 - 優勝
- 2024年 - 優勝
- 2025年 - 準々決勝

### 東アジアスーパーリーグ
- 2017年 - 優勝
- 2024年 - 優勝

## 選手とスタッフ

### 歴代ヘッドコーチ
1. エリック・ガードー（2011-12）
2. 冨山晋司（2012-13）
3. レジー・ゲーリー（2013-15）
4. ジェリコ・パブリセヴィッチ（2015-2016.3）
  1.  佐藤博紀（代行、2016）
5. 大野篤史（2016-22）
6. ジョン・パトリック（2022-2024)
7. トレバー・グリーソン（2024 - )

### 永久欠番
- 0 佐藤博紀 - チーム創設時より初代キャプテンを務めていた佐藤博紀が2014-15シーズンをもって引退した際、背番号0が永久欠番となった[131]。